# Mile Škorić
Mile Škorić (Vinkovci, 19. lipnja 1991.) hrvatski je nogometaš koji igra na poziciji braniča. Trenutačno igra za Rijeku.

## Klupska karijera
Klupsku karijeru započeo je u Osijeku 2008. godine. Na Gradskome vrtu ostao je 3 godine, do 2011. kada odlazi u Goricu. 2012. odlazi u HAŠK. 2013. se vraća u NK Osijek.

## Reprezentativna karijera
Prvi put je za Hrvatsku nastupio 27. svibnja 2017. Do sada je za Hrvatsku odigrao 7 utakmice.

## Statistike

### Klupska karijera
| Sezona                       | Klub                         | Nastupi | Golovi |
| ---------------------------- | ---------------------------- | ------- | ------ |
| 2007./08.                    | Osijek                       | 1       | 0      |
| 2008./09.                    | Osijek                       | 10      | 0      |
| 2009./10.                    | Osijek                       | 13      | 0      |
| 2010./11.                    | Osijek                       | 6       | 1      |
| 2011./12.                    | Gorica                       | 11      | 0      |
| 2011./12.                    | HAŠK                         | 12      | 1      |
| 2012./13.                    | HAŠK                         | 25      | 6      |
| 2013./14.                    | Osijek                       | 24      | 3      |
| 2014./15.                    | Osijek                       | 32      | 4      |
| 2015./16.                    | Osijek                       | 26      | 2      |
| 2016./17.                    | Osijek                       | 25      | 0      |
| 2017./18.                    | Osijek                       | 42      | 1      |
| 2018./19.                    | Osijek                       | 40      | 3      |
| 2019./20.                    | Osijek                       | 37      | 2      |
| 2020./21.                    | Osijek                       | 16      | 1      |
| Ukupan broj nastupa i golova | Ukupan broj nastupa i golova | 320     | 24     |

Izvor:

## Vanjske poveznice
- Profil, Hrvatski nogometni savez
- Profil, Transfermarkt (engl.)